# Sweden Solar System
Het Sweden Solar System in Zweden is het grootste permanente schaalmodel van het zonnestelsel.
De zon wordt uitgebeeld door het Avicii Arena in Stockholm. De representanten van de planeten
Mercurius, Venus, de Aarde en Mars
bevinden zich ook allemaal in en rond Stockholm. De andere planeten liggen in noordelijke richting, tot in Kiruna in het uiterste noorden van Zweden.

## Het systeem
- Mercurius (25 cm in diameter)
- Venus (62 cm in diameter) staat bij het Kungliga Tekniska högskolan, 5500 m van de Globe.
- Aarde (65 cm in diameter) en de maan (17,6 cm in diameter) staan in het Naturhistoriska riksmuseet.
- Mars (35 cm in diameter)
- Jupiter (7,3 m in diameter) staat op een rotonde bij Sky City bij Luchthaven Stockholm-Arlanda.
- Saturnus (6,1 m in diameter) staat in Uppsala, 73 km van de Globe.
- Uranus (2,6 m in diameter) stond in Gävle, maar is kapotgemaakt.
- Neptunus (2,5 m in diameter) staat in Söderhamn.
- Pluto (12 cm in diameter) en de maan Charon staan in Delsbo
- Ixion (6,5 cm in diameter) staat in Härnösand
- Eris (13 cm in diameter) staat in Umeå.
- Sedna (10 cm in diameter) staat in Luleå.
- Eros staat in Danderyd
- Proxima Centauri is de dichtstbijzijnde bekende ster op 4,24 lichtjaar afstand. Het staat in een museum in Victoria, Australië.
- Saltis staat in Saltsjöbaden
- Palomar-Leiden (0,2 mm in diameter)
- Komeet Halley staat in Skövde
- Komeet Swift-Tuttle staat in Karlshamn
- De termination shock van de heliosfeer bevindt zich op 950 km van de Globe, in Kiruna.

## Afbeeldingen

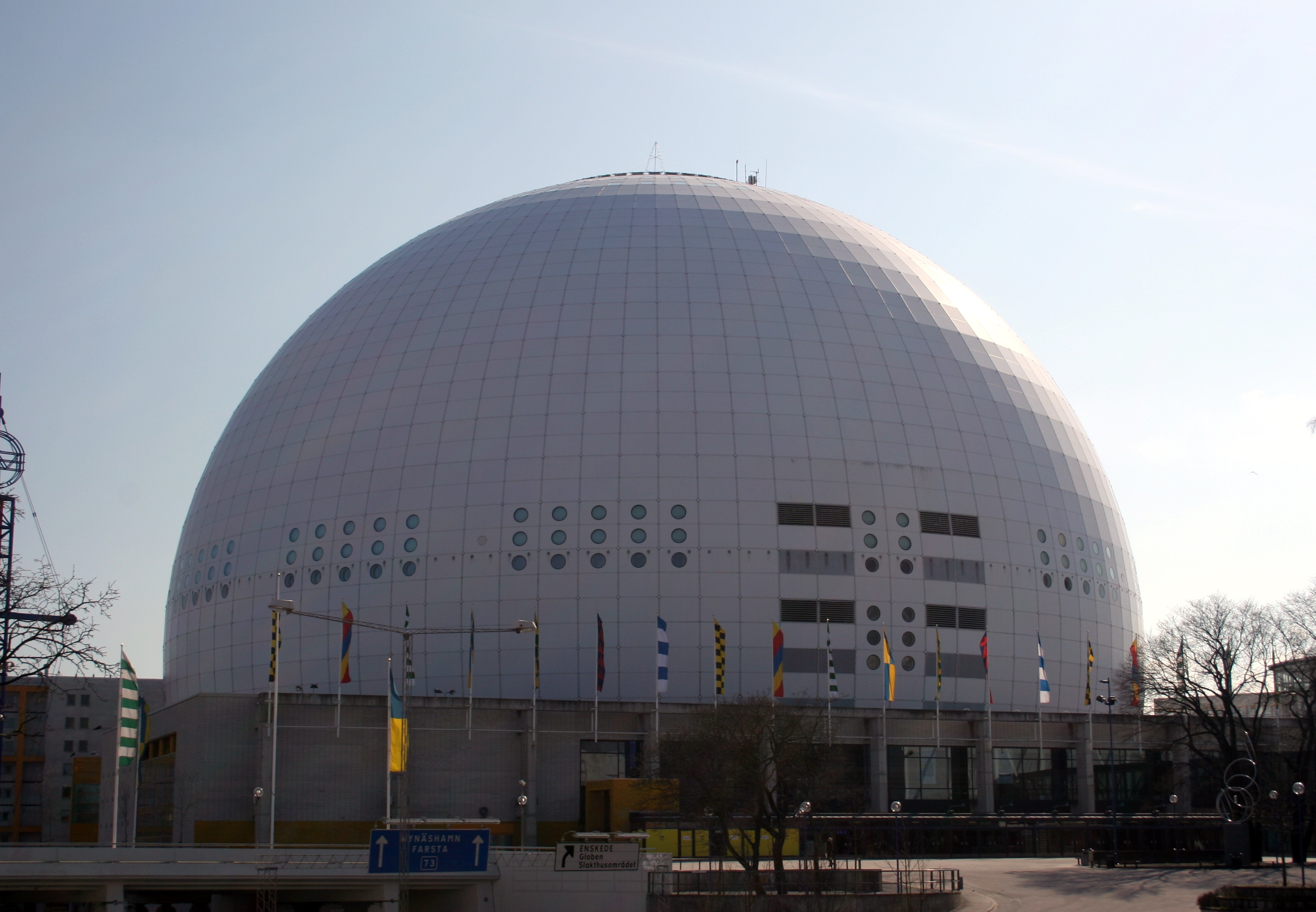
De Avicii Arena vertegenwoordigt de zon
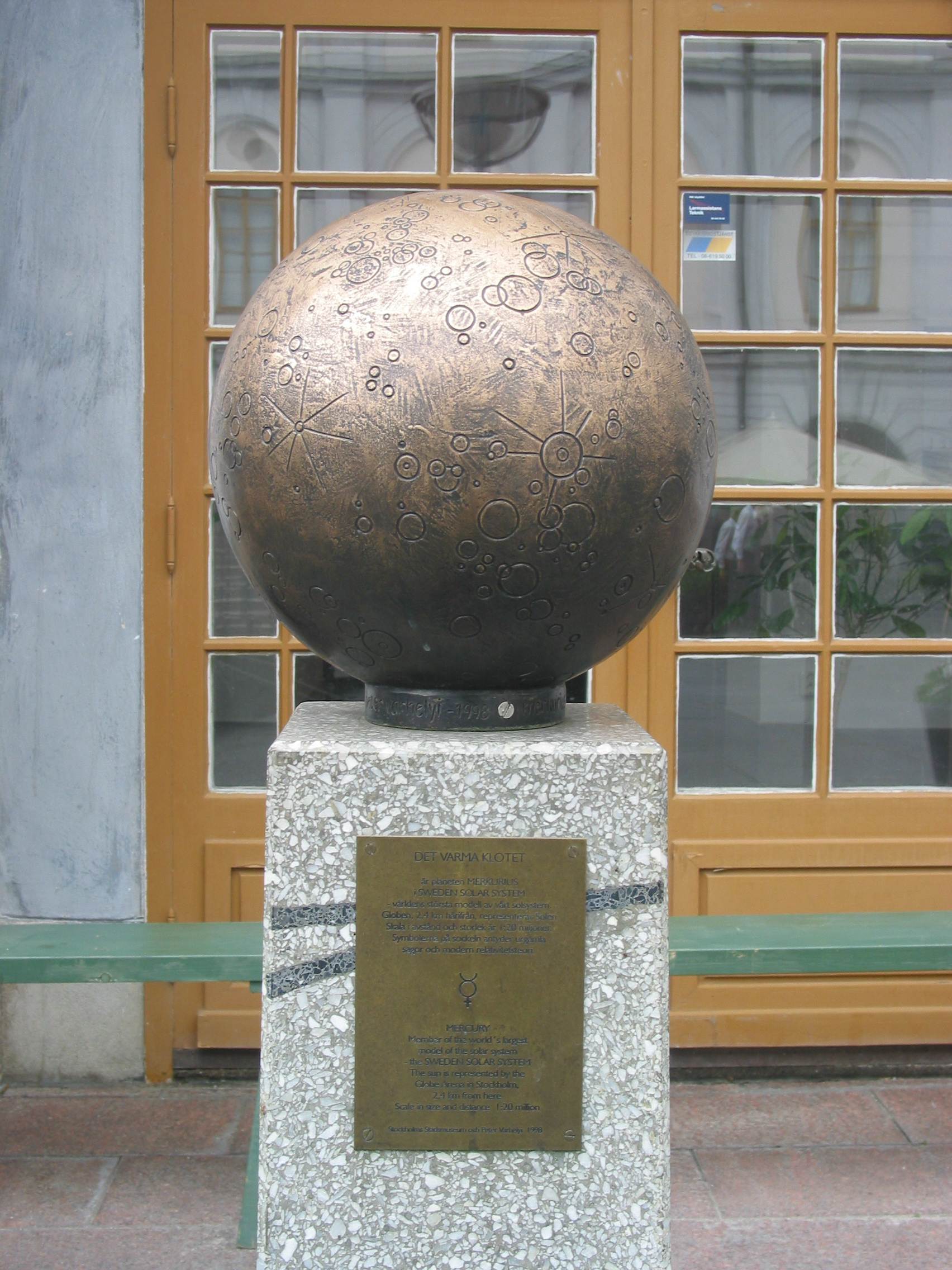
Mercurius in Stockholm
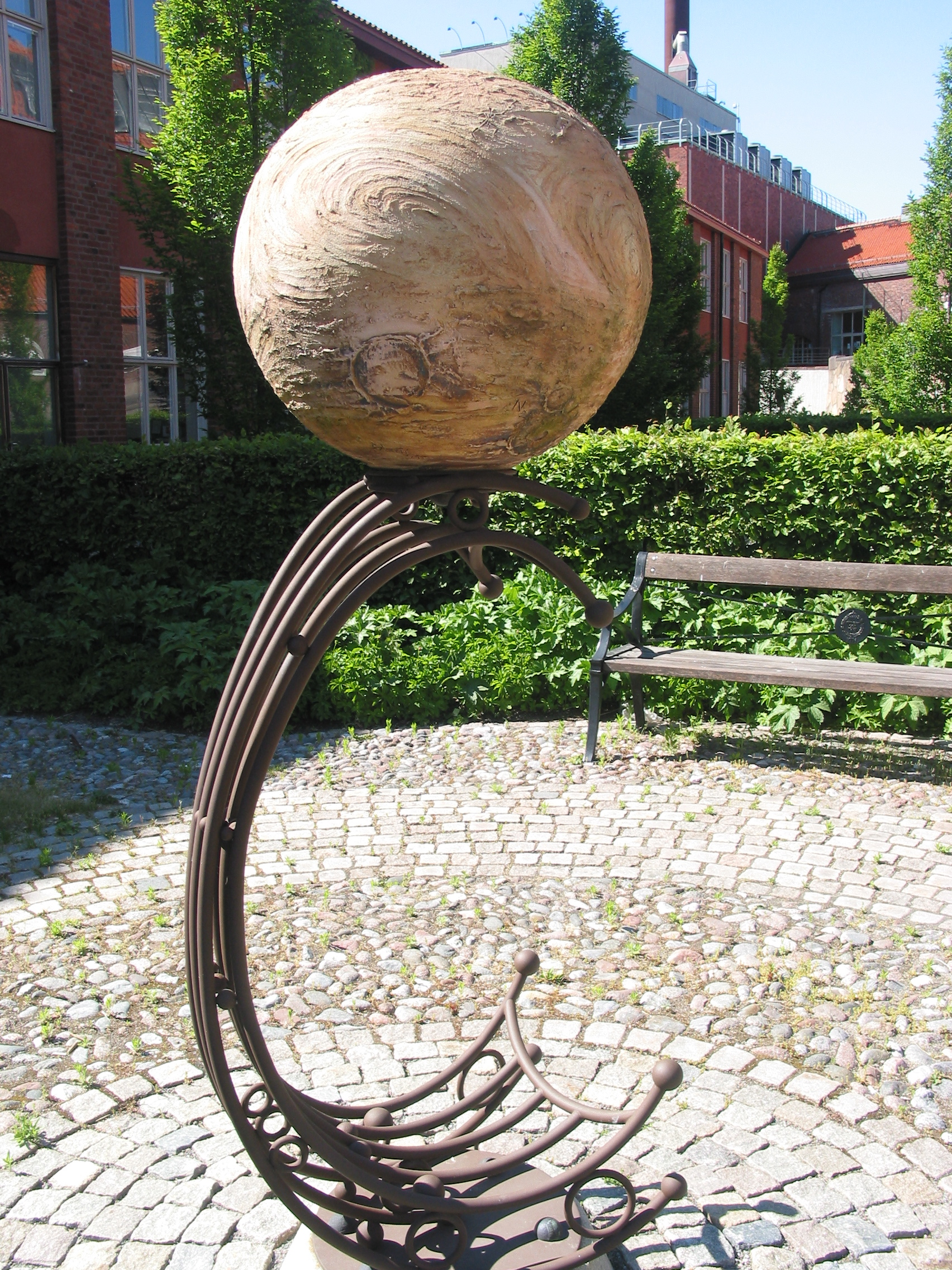
Venus in Stockholm
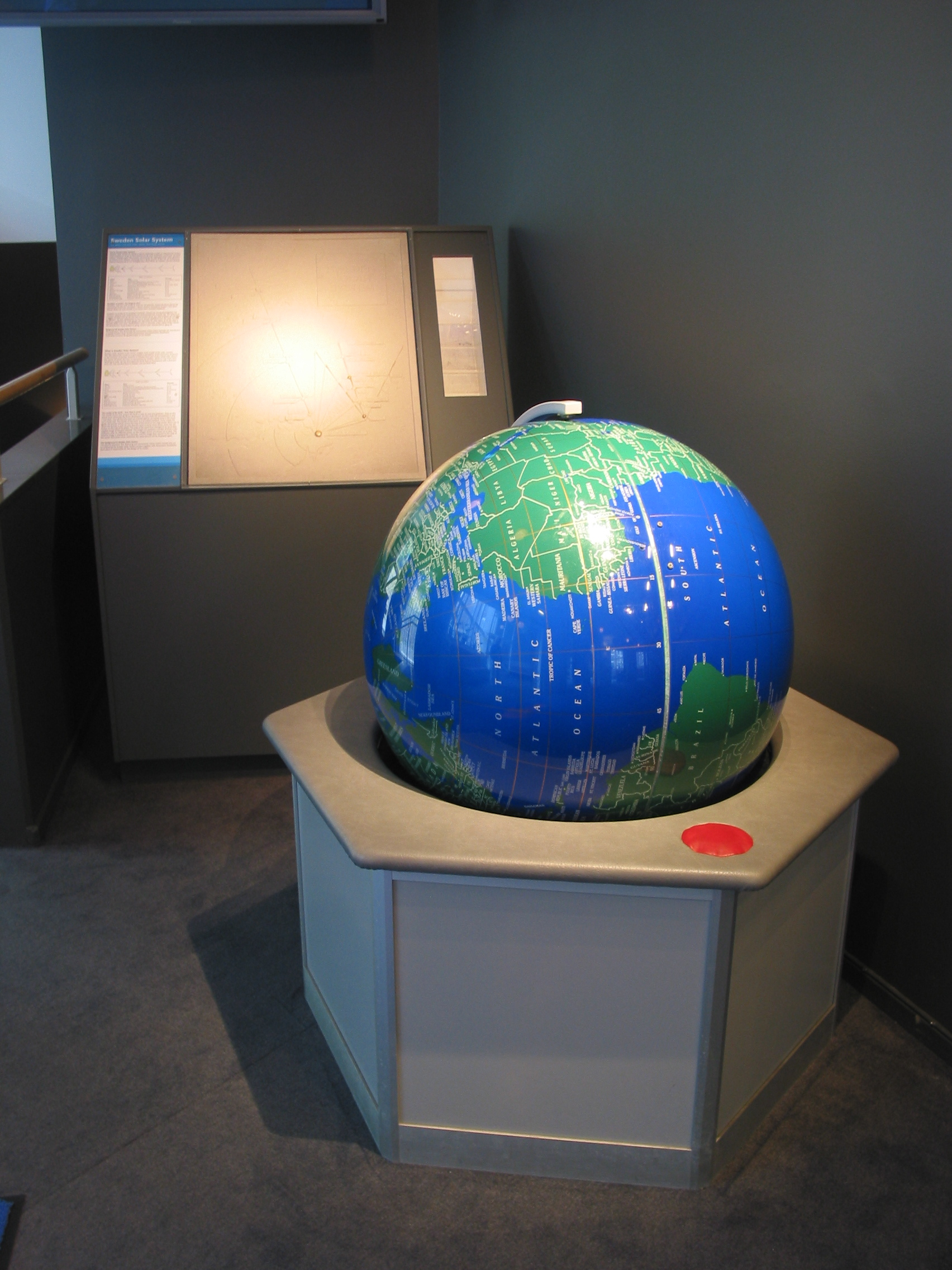
De Aarde in Stockholm
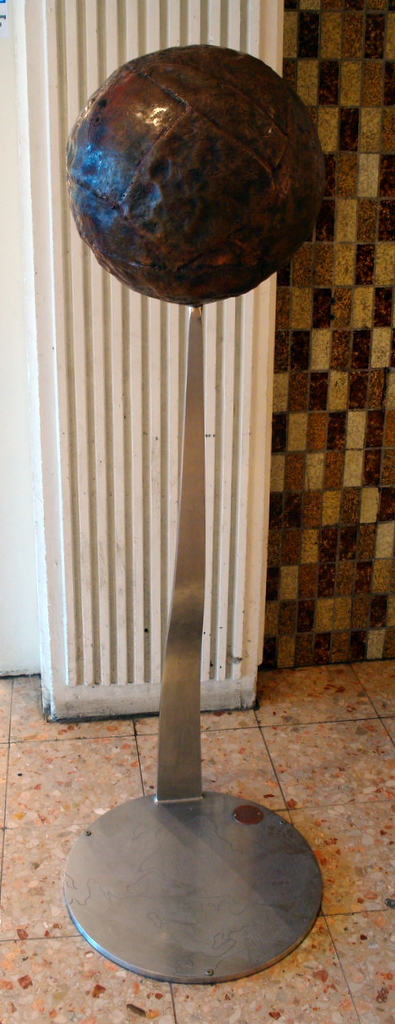
Mars in Stockholm
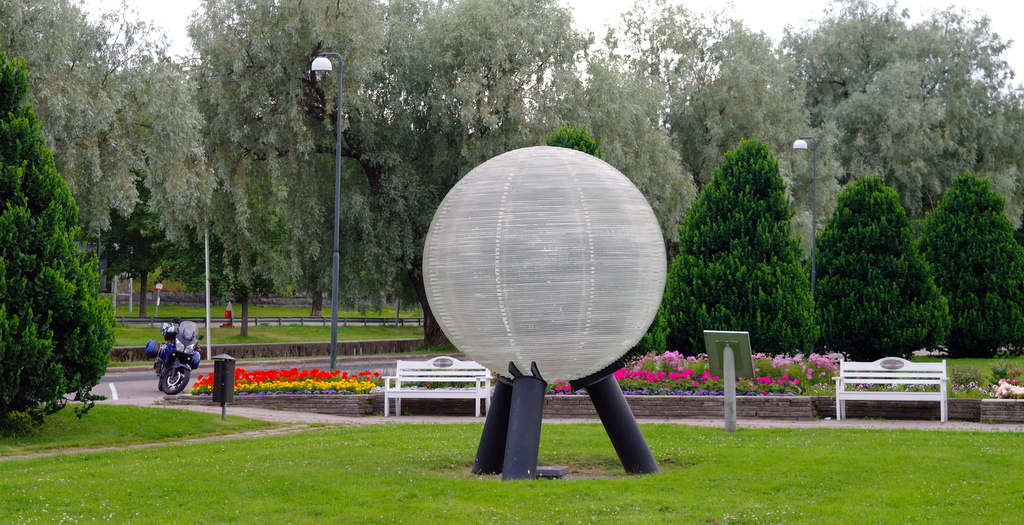
Neptunus in Söderhamn
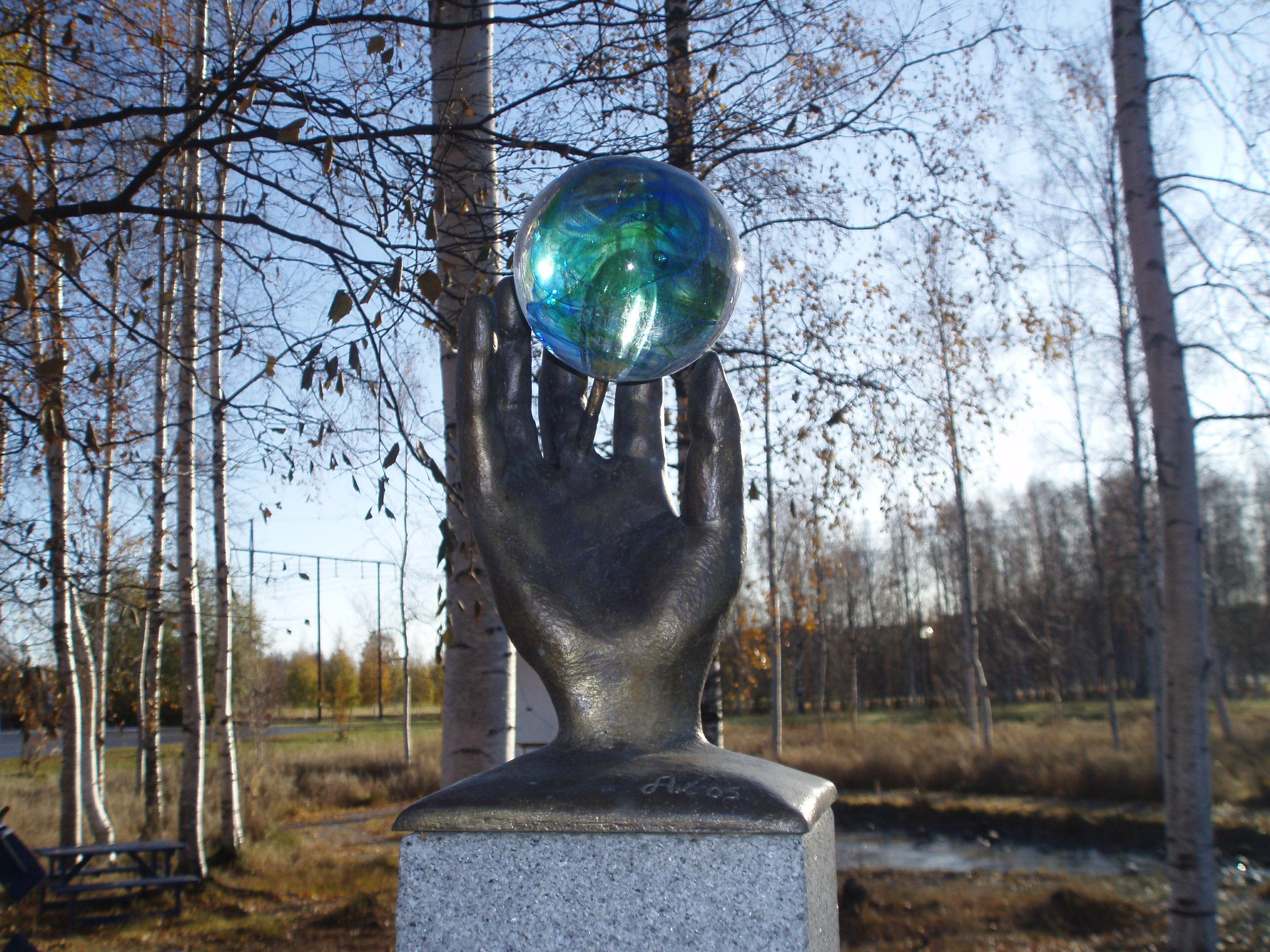
Sedna in Luleå
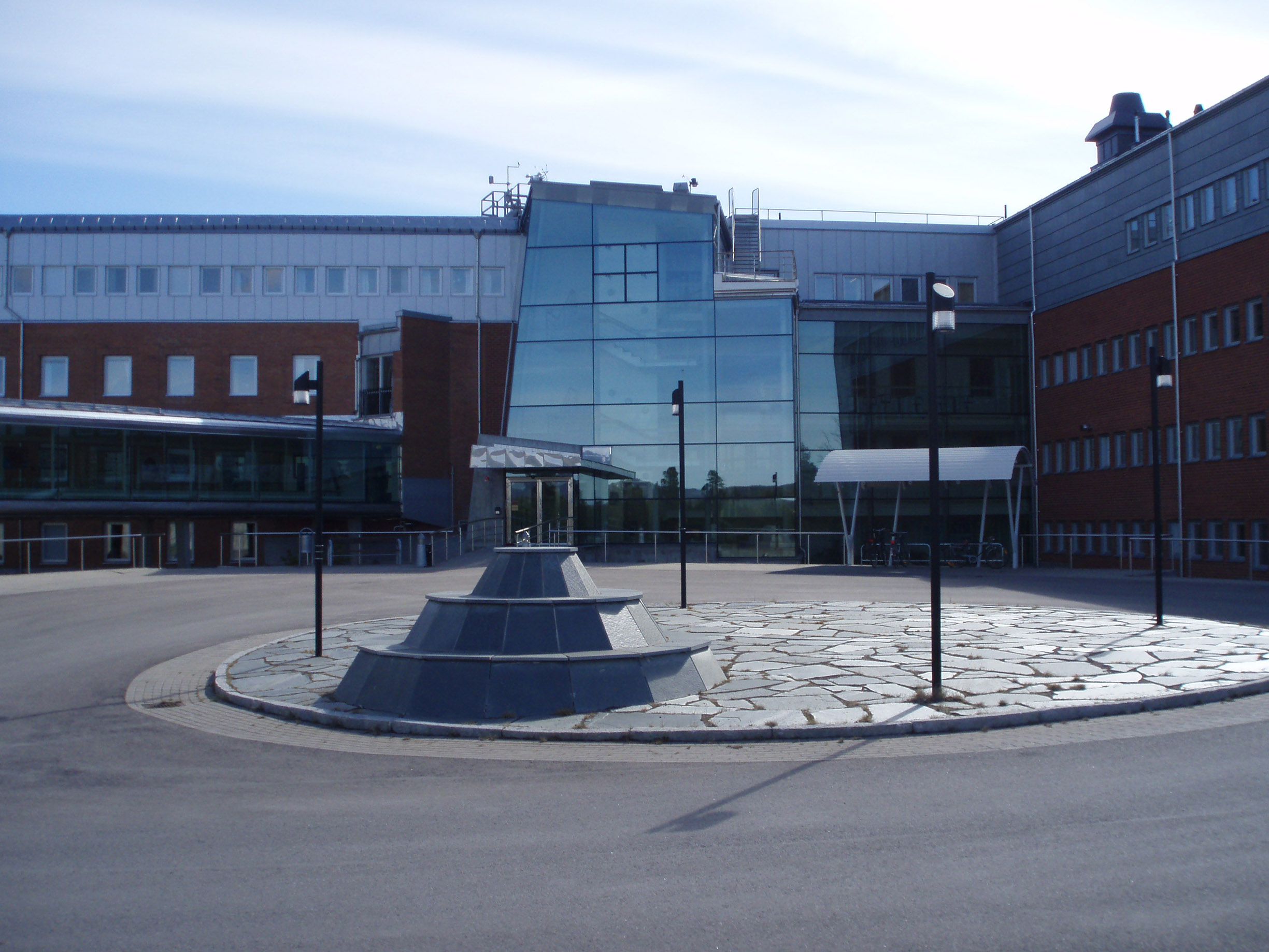
De toekomstige locatie van de termination shock bij het Zweedse Instituut voor Ruimtefysica in Kiruna